# Таль, Сиди Львовна
Сиди Львовна Таль (настоящие имя и фамилия Сореле Биркенталь; 8 сентября 1912 — 17 августа 1983) — украинская еврейская актриса, певица. Заслуженная артистка УССР.

## Биография
Родилась в семье владельца пекарни. Впервые появилась на сцене в 1928 году. До 1940 года работала в Черновцах, Яссах, Бухаресте. С 1940 года играла в еврейском театре в Кишинёве.
С 1946 года — актриса еврейского ансамбля Черновицкой филармонии. Играла комедийные и драматические роли (преимущественно травести): Эстерке и Элька («Клад» по Шолом-Алейхему), Мотл («Мальчик Мотл» Шолом-Алейхема), Зямка Копач — (в одноимённой пьесе Даниэля), Элиза («Пигмалион» Б. Шоу) и др.
Сиди Таль выступала также в оперетте, исполняла эстрадные номера: баллада «Сердце матери» в эстрадном спектакле «Всегда с вами» с трансформационным номером в программе «Врагам назло», исполняла народные лирические, шуточные, характерные песни, и танцы разных стилей и жанров.
Сиди Таль и её муж Пинкус Фалик (заместитель директора Черновицкой филармонии) были духовными наставниками Софии Ротару. Двоюродный брат Сиди Таль — еврейский актёр Адольф Тефнер.